# 1092
1092 (MXCII) var ett skottår som började en torsdag i den julianska kalendern.

## Händelser

### Maj
- 9 maj – Lincoln Cathedral invigs.

### Okänt datum
- Minamoto no Yoritomo utnämns till shogun av kejsaren av Japan.
- Hög tidvattenvåg orsakar stora översvämningar England och Skottland. Earl Godwins Kentish-landområden blir kända som Goodwin Sands.[1]

## Födda
- Abenezra, (eller 1093), författare
- Foulques V, greve av Anjou och kung av Jerusalem
- Stefan av Blois, kung av England 1135–1154 (född omkring detta år, 1096 eller 1097)
- Sybilla av Normandie, drottning av Skottland 1107–1122 (gift med Alexander I)

## Avlidna
- 14 januari – Wratislav II av Böhmen

### Fotnoter
1. ↑  Stratton, J.M. (1969). Agricultural Records. John Baker. ISBN 0-212-97022-4